# Gyógyszálloda
A gyógyszálloda vagy fürdőszálloda a kereskedelmi szálláshelyek egy fajtája, melyet leggyakrabban hévizek, gyógyvizek, gyógyforrások közvetlen környezetében létesítenek. Előfordul az is, hogy maga a hotel a fürdőlétesítménnyel együtt épül fel. 
A vendégek így nemcsak szállást, ellátást vehetnek igénybe, hanem kihasználhatják a fürdés és gyógykezelés lehetőségeit is. A gyógyszálloda esetében minden esetben találunk az épületben gyógyászati részleget a megfelelő szakemberekkel és több úszómedencét is, melyeknek nem mindegyike gyógyvízzel feltöltött.  

## Magyarország, mint a gyógyturizmusban előkelő helyen álló ország  előírása
Gyógyszálloda: az a kereskedelmi szálláshely, illetve szálloda, amely állami szabályozások alapján megfelel a szállodára előírt követelményeknek, továbbá vendégei számára főként természetes gyógytényező alkalmazásával saját gyógyászati részlegén önálló vagy más gyógyintézet kiegészítő szolgáltatásainak bevonásával, orvosi ellenőrzés mellett terápiás lehetőséget biztosít és megfelel a természetes gyógytényezőkről szóló 74/1999. (XII. 25.) EüM rendeletben foglalt feltételeknek. 
A gyógyszálloda Magyarországon lehet kettő-ötcsillagos.

## Idézetek
Magyarország hagyományosan az egyik legfontosabb szereplője az egészségturizmus nemzetközi piacának, amelyet rendkívül gazdag és elismert termálvízkincsének és nemzetközileg is kedvező árszínvonalának köszönhet. 
A világon csak néhány ország mondhatja el magáról, hogy a hazaihoz hasonló jelentős termálvízkinccsel rendelkezik, mint például Ausztria, Új-Zéland, Izland és Németország. A Széchenyi, illetve a nemrégiben elkészült tízéves egészségturisztikai fejlesztési terv stratégiai célja, hogy Magyarország az egyedülálló termálvízkincsre alapozva az évtized végére vezető helyet foglaljon el Európa egészségturisztikai piacán". (in. Turizmus Bulletin: Az egészségturizmus marketingkoncepciója)